# 원수 (미국)

원수(육군 : General of the Army/해군 : Fleet of the Admiral/공군 : General of the Air Force/元帥)는 미국 군대의 군인에게 주어지는 최상위 계급이다.
미군은 원수 자체에 해당하는 단어가 아니라 계급 명칭에서 대장보다 상위임을 나타내는 수식 문구를 덧붙여 계급장을 변경하여 원수의 지위에 있음을 나타낸다. 이 글에서는 대장(4성 계급장 장관)과 대원수도 함께 설명한다. 그러나 2020년 현재 미국에서 원수 지위에 있는 장관은 없다.

## 종류
미군에서 ‘원수’는 일반적으로는 1944년에 도입된 ‘육군 원수’(General of the Army)와 ‘해군 사령관’(Fleet Admiral of the United States Navy)을 가리키는 것이지만, 역사상 이 외에도 몇 가지 ‘원수’로 번역된 계급이 존재했다. 미군의 원수(및 대장)에는 다음과 같은 것들이 있다.
- 1775년 ~ 1866년 : 총사령관 * (Commander-in-chief)
- 1866년 : 육군 대장 * (General of the Army of the United States)
- 1899년 : 해군 대원수 * (Admiral of the Navy)
- 1919년 : 육군 대원수 * (General of the Armies of the United States)
- 1944년 : 육군 원수 (General of the Army)
- 1944년 : 해군 사령관 (Fleet Admiral of the United States Navy)
- 1949년 : 공군 사령관 (General of the Air Force)

## 대장 (4성 계급)
미국 육군의 전신에 해당하는 대륙군은 영국군을 본뜬 계급 제도를 채용하고 있었다. 대륙 회의의 결정으로 장관은 총사령관(Commander-in-chief) 휘하에 2성 계급인 ‘Major General’(소장)과 1성인 ‘Brigadier General’ (준장)이 있는 세 계급 제도였다. 3성급 ‘Lieutenant General’ (중장)의 계급은 마련되어 있지 않았지만, 총사령관 조지 워싱턴은 3성급 계급장을 사용하고 있었다고 한다. 워싱턴은 미국 독립 전쟁이 끝난 후 총사령관 직을 사퇴했으나 1798년 유사전쟁 시 미군 최초의 중장에 임명되었다. 의회에서는 육군 총사령관 역임하고 중장이라는 지위에 있는 워싱턴에게 육군 대원수(General of the Armies of the United States)의 계급을 수여하고, 또한 이에 맞춰 중장의 계급을 장차 폐지하기로 결정했지만, 워싱턴은 결국 승진을 기다리지 않고 1799년에 중장인 채로 사망했다.
워싱턴의 사후 미국 정부는 평시의 군 최고 지위 계급을 ‘소장’(Major General)이라고 정하도록 했다. 그 후, 미국-멕시코 전쟁에서 활약한 윈필드 스콧 육군 소장이 1855년의 특별법에 의해 중장에 임명될 때까지 군인의 최고 지위는 소장에 그쳤다. 1861년에 스콧이 퇴역한 후, 1864년 3월 2일에는 율리시스 S. 그랜트 육군 소장이 세 번째 중장으로 승진했다.
한편 해군은 오랫동안 최고 지위는 ‘Captain’(대령, 직역은 ‘함장’)이었지만, 1862년 7월 16일에 최초로 ‘Rear Admiral’(소장, 직역은 ‘후방 제독’)의 계급이 정해져 9명의 해군 소장이 탄생했다. 1864년 12월 21일에는 남북 전쟁의 영웅 데이비드 글래스고우 소장이 처음으로 ‘Vice Admiral’(중장, 직역은 ‘부제독’)이 되었고, 또한 1866년 7월 25일에는 최초이 ‘Admiral’(대장, 직역은 ‘제독’)에 임명되었다. 1870년의 글래스고우의 죽음에 따라, 데이비드 포터 해군 중장이 대장에, 스티븐 로우먼 해군 소장이 중장으로 각각 승진했지만, 그 이후는 1899년에 조지 듀이 소장이 해군 (대)원수가 된 것이 유일한 예외(이것에 대해서는 후술)이며, 1915년까지 해군 군인의 최고 지위는 소장에 그쳤다. 1915년에는 대서양 함대, 태평양 함대 아시아 방면 함대의 사령관을 그 사령관 재직 중에 각각 대장이나 중장으로 승진시킬 것을 의회에서 승인했다. (사령관 이임 후 소장으로 돌아감)
1866년 7월 25일, 미국 의회는 율리시스 S. 그랜트 중장의 남북 전쟁에서의 업적을 기려 4성인 ‘육군 대장’(General of the Army of the United States)의 지위를 부여하는 것을 의결했다. 1869년 3월 4일에는 역시 남북 전쟁의 영웅인 윌리엄 셔먼 육군 중장도 육군 대장의 지위가 주어졌다. 당시 육군 대장은 계급이라기보다는 칭호로서의 성격이 강했고, 그랜트 계급은 중장(3성)으로 남았고, 특별히 4성의 계급장을 달았다. 또한 셔먼은 두 별 중간에 미국 국장을 다룬 계급장을 다는 것이 허용되었다.
1888년 6월 1 일의 법령에 의거하여 육군 중장 계급은 일단 폐지되었고, 육군 중장은 육군 대장으로 흡수되게 되었다. 이에 따라 육군 총사령관의 필립 셰리든 중장이 자동으로 육군 대장이 되었고, 같은 해 8월 5일에 셰리던이 사망하자 육군 군인의 최고 지위는 다시 소장이 되었다. 그 후 다시 육군 중장은 부활하여 1895년에서 1906년 사이에 총 7명의 육군 중장이 탄생했다.
그러나 제1차 세계 대전에 참전함에 따라 육군 군인의 최고위급이 소장 또는 중장으로는 업무처리에 지장을 초래하게 되었다. 유럽에서 미군과 함께 싸우는 다른 연합군은 대장급 지휘관이 있었기 때문에 지휘 계통의 균형을 잡기 위해 미국 육군의 최고 지휘관도 동등한 계급을 부여할 필요가 있었기 때문이었다. 따라서 1917년에는 육군 참모총장인 타스카 블리스 소장이, 1918년에는 유럽 파견군 총사령관인 존 퍼싱 장군이 각각 대장(General)으로 승진했다. 퍼싱은 그 또한 육군 대원수의 지위를 부여받게 된다. (이에 대해서는 후술). 1918년에는 페이튼 마치 소장이 육군 참모총장 취임하여 대장이되었지만, 그 후 1929년까지 육군 대장은 한 명도 나오지 않았다. 1929년 이후 육군 참모총장이 대장 포스트가 되었고, 그 직에 선정된 소장이 참모총장인 동안에만 대장이 되고, 퇴임하면 다시 소장으로 돌아가는 것이 관례화되었다.
| 성명, 임관시 계급       | 임관일         | 임관시 보직   |
| ----------------------- | -------------- | ------------- |
| 율리시스 S. 그랜트 중장 | 1866년7월 25일 | 육군 총사령관 |
| 윌리엄 셔먼 중장        | 1869년3월 4일  | 육군 총사령관 |
| 필립 셰리든 중장        | 1888년6월 1일  | 육군 총사령관 |